# Shvanidzor
Shvanidzor (en arménien Շվանիձոր) est une communauté rurale du marz de Syunik en Arménie. En 2011, elle compte 298 habitants.

## Géographie

### Situation
Shvanidzor est située à 19 km de la ville de Meghri et à 97 km de Kapan, la capitale régionale, par la M17.

### Topographie
L'altitude moyenne de Shvanidzor est de 640 m.

### Hydrographie
Shvanidzor est située sur la rive gauche de l'Araxe.

### Territoire
La communauté couvre 5 184 hectares, dont :
- 2 447 ha de terrains agricoles ;
- 3 ha de terrains industriels ;
- 20 ha alloués aux infrastructures énergétiques, de transport, de communication, etc. ;
- 2 614 ha d'aires protégées ;
- 19 ha d'eau[3].

## Politique
Le maire (ou plus correctement le chef de la communauté) de Shvanidzor est depuis 2005 Hovhannes Ohanyan, membre du Parti républicain d'Arménie.
| Début | Fin      | Nom               | Parti                       |
| ----- | -------- | ----------------- | --------------------------- |
| 2005  | 2008     | Hovhannes Ohanyan | Parti républicain d'Arménie |
| 2008  | 2012     | Hovhannes Ohanyan | Parti républicain d'Arménie |
| 2012  | En cours | Hovhannes Ohanyan | Parti républicain d'Arménie |

## Économie
L'économie de la communauté repose principalement sur l'agriculture.

## Démographie
| 2001 | 2008 | 2011 |
| ---- | ---- | ---- |
| 330  | 282  | 298  |